# Macrosiphum cystopteris
Macrosiphum cystopteris är en insektsart som beskrevs av Robinson 1966. Macrosiphum cystopteris ingår i släktet Macrosiphum och familjen långrörsbladlöss. Inga underarter finns listade i Catalogue of Life.